# Uilenvleugel
De Uilenvleugel (Engels: Owlery) is een locatie op het terrein van Zweinstein, de school waar Harry Potter les volgt in de door J.K. Rowling geschreven Harry Potter-boeken.
De uilenvleugel bevindt zich boven in de westelijke toren van tovenaarsschool. De uilenvleugel biedt plaats aan alle uilen van de school. In de tovenaarswereld worden uilen gebruikt voor het bezorgen van post. Tevens kunnen leerlingen van Zweinstein de schooluilen lenen voor eigen gebruik wanneer ze zelf geen eigen uil hebben.

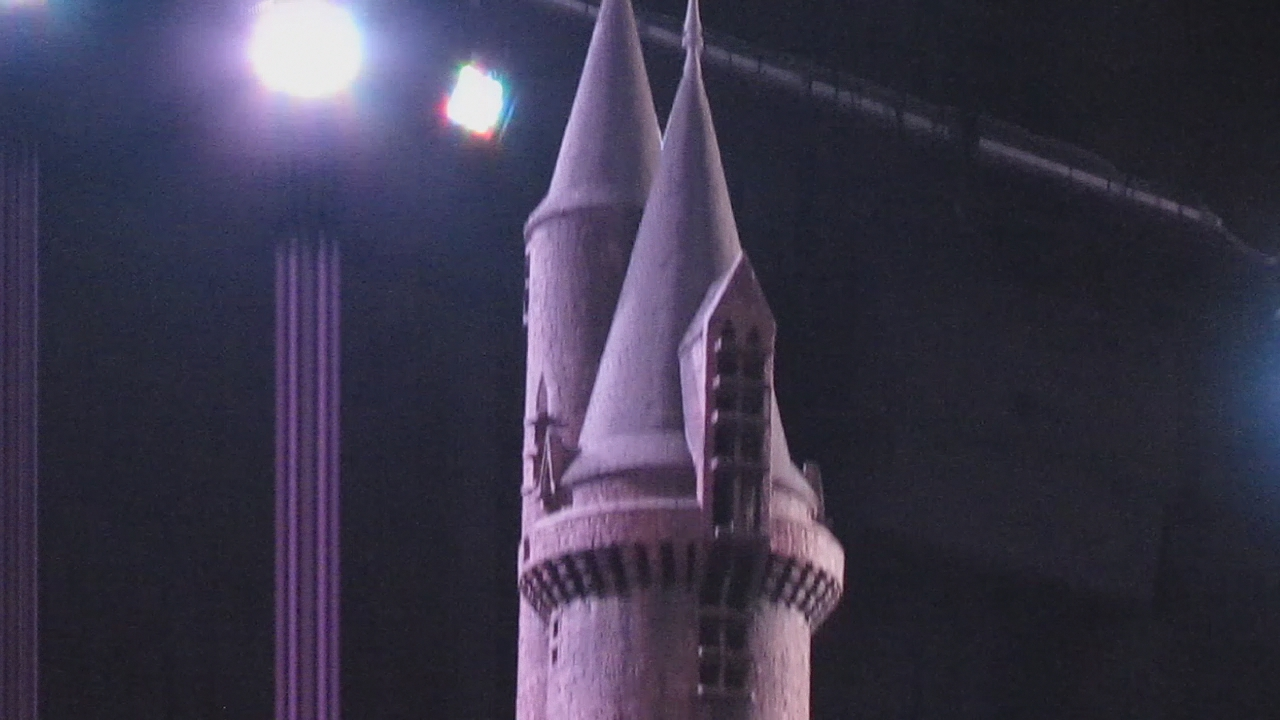
Close-up van de Uilenvleugel

## Locatie in de spellen
In de spellen wordt gesuggereerd dat de Uilenvleugel aan de andere kant van de houten brug ligt net als Hagrids huisje, een pad vanaf de stenen kring zou ernaartoe leiden.